# Macintosh 512K

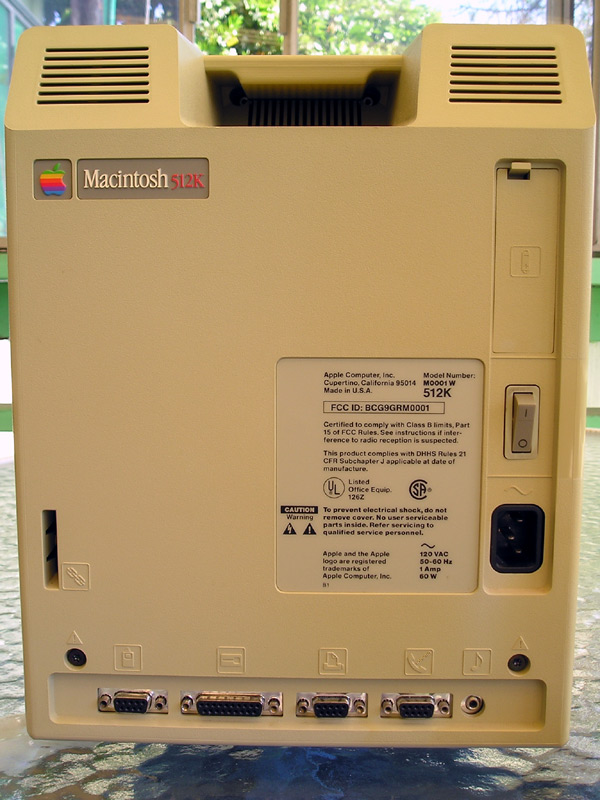
Mac 512Kの背面

Macintosh 512Kは、Apple Computerから1984年9月に発売されたパーソナルコンピュータで、長きにわたるMacintoshの歴史の中で2番目となる製品である。
初代MacintoshであるMacintosh 128Kとの主な違いは搭載された主メモリの量が128KBから512KBへと4倍になったことだけであり、実質的にはMacintosh 128Kと同じ製品であったが、当時はメモリ量が128KBから512KBになっただけでも「大きな成長」と見なされFat Mac（太ったマック）という愛称をつけられた。
なお当記事の後半では当機種を短く「512K」と呼ぶ場合がある。
また当記事では、Macintosh Plus発売開始より後の1986年4月14日にモデルチェンジしたMacintosh 512Ke（eはenhancedの意味）についても取り扱うが、そちらも短く「512Ke」と呼ぶ場合がある。
なお日本では1985年にMacintoshの代理店でもあったキヤノン販売が当512Kに漢字ROMを搭載し日本語を扱えるようにしバッジも独自のものに変更したDynaMac（ダイナマック）を提供していた。詳細はDynaMacの節を参照。

## 特徴

### プロセッサーとメモリ
スペックは先代のMacintosh 128Kと似通っており、当「512K」も16ビットバスで接続された 512KBのDRAMとMotorola 68000 7.8338 MHzを搭載している。主メモリの量は4倍になったものの、これ以上増やすことはできなかった。64KBのROMのおかげでメモリを576KBへと増やしたが、ディスプレイ用フレームバッファ22KB分はDMAビデオコントローラと共有され、犠牲にされた。

### ソフトウェア
MacPaintとMacWriteは先代のMacintosh 128Kにも同梱されていたものだが、当機種でも引き続き同梱された。Macintosh 512Kが発売されてからまもなくして、「MacDraw」「MacProject」「Mac Pascal」などいくつかのアプリケーションも登場した。とりわけMacintosh向けに作られたMicrosoft Excelは最低でも512KBのRAMを必要としていた（少々重荷だった）が、 このMicrosoft Excelを動かせるようになったおかげで当機種は業務用に使えるコンピュータとして認知されることになった。
また拡張ROMを搭載したモデルはAppleのSwitcher（en）に対応しており、これのおかげでアプリケーションの擬似マルチタスクの切り替えを実現することができた。

### 新たな使い道
当機種「512K」の拡張された主メモリのおかげで、より大きなサイズのワープロ文書もうまく扱えるようになり、グラフィカルユーザインタフェースの利便性も向上し、「128K」よりも処理速度が向上した。
当「512K」が出回ってからまもなくして、AppleのレーザープリンターであるLaserWriterが発売された。このおかげで初めて自宅でDTP制作ができるものとなったが、初期のLaserWriterは6,995USドルとかなりの高額であったため、広く一般家庭の普通の人々にまで利用されるまでには至らなかった。だが業務用途では、1985年になって当機種のWYSIWYGとRAM増量とLaserWriterを十分に生かしたDTP制作ソフトウェアであるAldus PageMakerも登場したことで当機種は出版業界に大革命を引き起こし、DTPの制作環境としてMacがデファクトスタンダードの地位を確立することにつながった。
Appleのシステム内蔵型ネットワークの仕組みであるLocalTalkを利用することで、より手軽に複数のユーザー間と共有ができるようになった。また、当「512K」は1987年にAppleから内蔵式ファイル共有ネットワークAppleShareが発表されると、それもサポートするようになった（初代の「128K」はそれをサポートしなかったので、結果として当機はApple Shareをサポートする一番古い機種となった）。

### システムソフトウェア
当機種は、オリジナルの状態の場合は、System 4.1 までアップグレードすることができた。後付のハードディスクドライブ「Hard Disk 20」も併用した場合に限ればSystem 5も利用することができた。
なお512Keでは、System Software 6.0.8までアップグレードすることができた。

### アップグレード

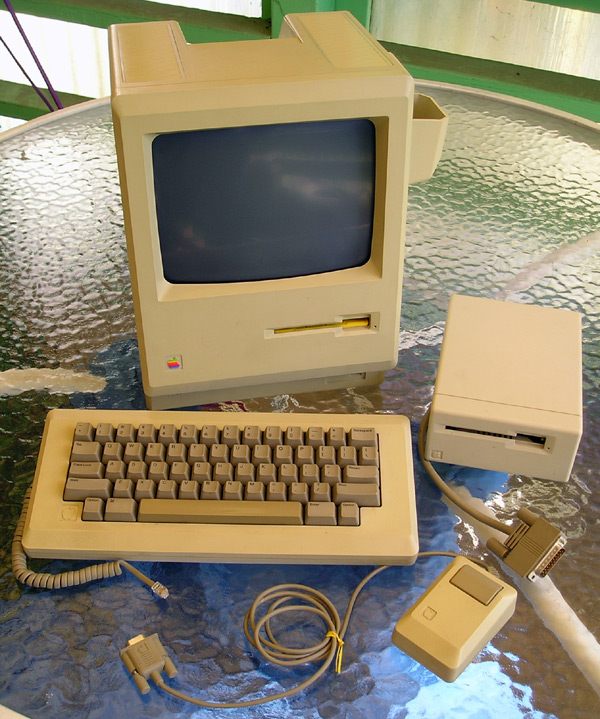
Macintosh 512Kとアクセサリ

1986年4月に強化版のMacintosh 512Keが登場し、512Kの代わりに新品販売された。ただし512Keが登場した時には既に後継機となるMacintosh Plusが発売されていたため、あくまで廉価版Macintoshという位置付けであった。Macintosh 512Kから強化された点は、FDD(フロッピー・ディスク・ドライブ）が容量800KBのFDにまで対応するものに変更されたということと、ROMが128KBへ増加されたものになりMacintosh Plusと同一のものになったことである。それらの強化はあくまで「その場しのぎ」的な手法を用いて「512K」を強化したものだった。この強化のおかげで「512K」の系統で800KBのフロッピーディスクやHard Disk 20が利用できるようになった。（ただし新たなモデルナンバー (M0001E) ではもう少し本格的な強化となった）
Appleの最初のハードディスク「Hard Disk 20」はもっぱら当機「512K」での利用を目的としていたが、特別なファイルシステムが要求され改良したROMコードをRAMに読み込ませていたためにユーザーが実際に使えるRAMの量が減少してしまう事態が起きた。この問題は、強化版の512KeではコードをRAMに読み込む必要を無くすることで解消された。そしてAppleは（すでに「512K」を購入・使用していたユーザが「Hard Disk 20」を後から接続した時に起きるその問題をそのまま放置するわけにはいかなかったので）「512K」を「512Ke」へとアップグレードするためのキット（つまり800KBフロッピーディスクドライブとROM群）も提供するようになった。
その後に、OEMのアップグレードとしてだが、Mainctosh 512KのMacintosh Plusへのアップグレードも提供されるようになった。これはロジックボードとケース後部をまるごとMacintosh Plusのものに交換するという大掛かりなものだった。
なおMacintosh 512KはMacintosh 128K同様に拡張ボードもハードディスクコントローラーも備えていない設計であったので、内部増設に関してはハードルが高く、たとえばGeneral Computer Corporation社のハードディスク「Hyperdrive hard drive」（容量10MB。2,795 USドル ）を後から内部増設しようなどとするとCPUの68000のソケットに直接つなぐという高度で繊細なテクニックが必要になった。内部増設に同様の高度なテクニックが必要だったものには "スナップオン" なSCSIカードや2MB以上の大容量メモリなどがあった。

## DynaMac

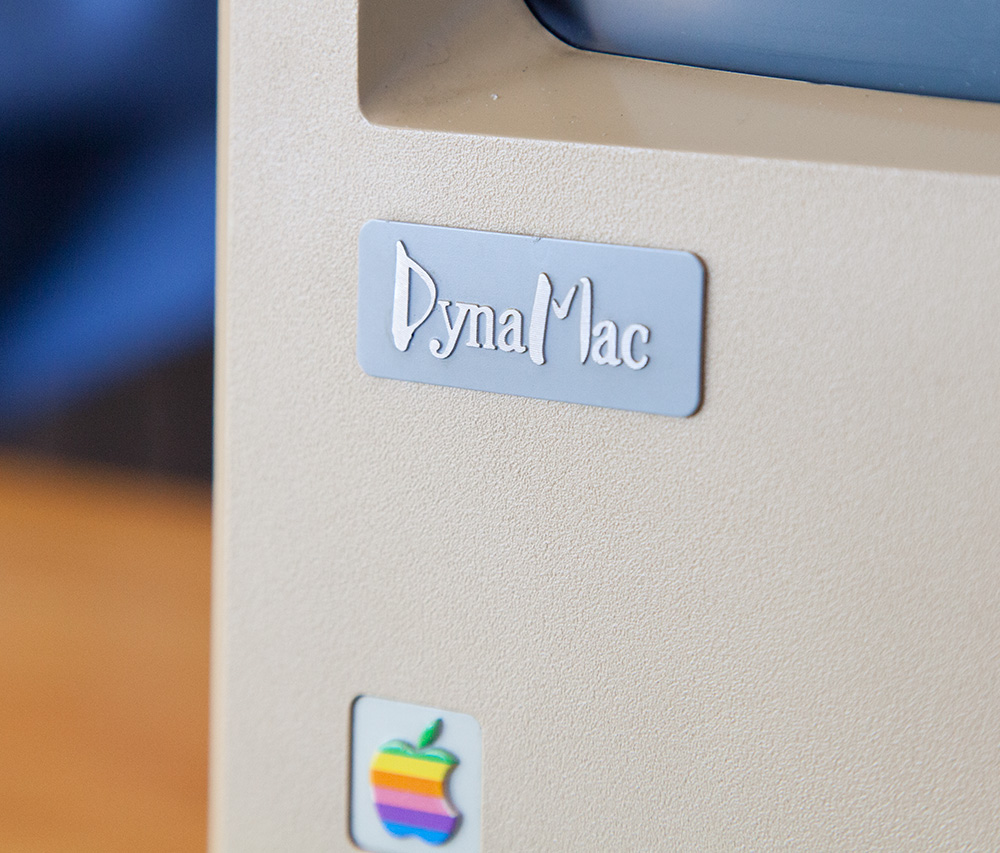
DynaMacではバッジも独自のものに変更されている。フロントのDynaMacバッジ。

DynaMacはMacintoshの販売代理店であったキヤノン販売がMacintosh 512KにJIS第1水準漢字ROMを装着して1985年8月20日に発売したもの。名称はアラン・ケイが提唱したダイナブック(Dynabook)より。
DynaMacでは追加する形で漢字ROMをロジックボード上に搭載した。
開発経緯
日本で1984年4月に発売されたMacintosh (128K)は標準では日本語に対応しておらず、また性能の制約上ソフトウェアで日本語に対応することも困難であった。アップルコンピュータジャパンの総代理店であったキヤノン販売は米Apple本社に日本語への対応を要求するが、スティーブ・ジョブズは「欧州で売れているのに日本で売れないはずがない。」として真摯に取り合わなかった。その後、米Apple本社ではOSの日本語化に向けた検討が行われたが、いつ完成するのか不透明な状況が続いていた。
そこでキヤノン販売は独自で漢字ROMボードを開発し、ソフトウェアはエルゴソフトに協力を仰いでEGBridgeの漢字ROMへの対応を依頼した。そうこうするうちにMacintosh 512Kが発売されたため、この「512K」のほうをベースとすることになった。Appleは販売代理店がハードウェアに改造を施すことに反発したが、当時米国でMacintoshにハードディスク（ゼネラル・コンピュータのHyperDriveなど）を追加して内蔵させて販売していた店が存在したため、それを口実に販売の承認を受けた。こうしてDynaMacは、Appleから供給されるMacintosh 512Kに漢字ROMボードとDynaMacのロゴバッジを付けて、元の化粧箱からさらに独自の化粧箱に入れられて898,000円で販売された。日本語対応させたおかげで日本国内でのMacintoshの出荷台数はそれまでの月50台から月200台以上へと増加し、さらに『Microsoft Excel日本語版』が発売された後には月1,000台を上回った。

## エミュレーター
- Mini vMac